# As-Salimijja
As-Salimijja (arab. السالمية) – miasto w Kuwejcie (muhafaza Hawalli); nad Zatoką Perską; 134, 5 tys. mieszkańców (2008). Port handlowy połączony funkcjonalnie ze stolicą kraju. Trzecie co do wielkości miasto kraju.